# Franz Neumann (Herrenmeister)

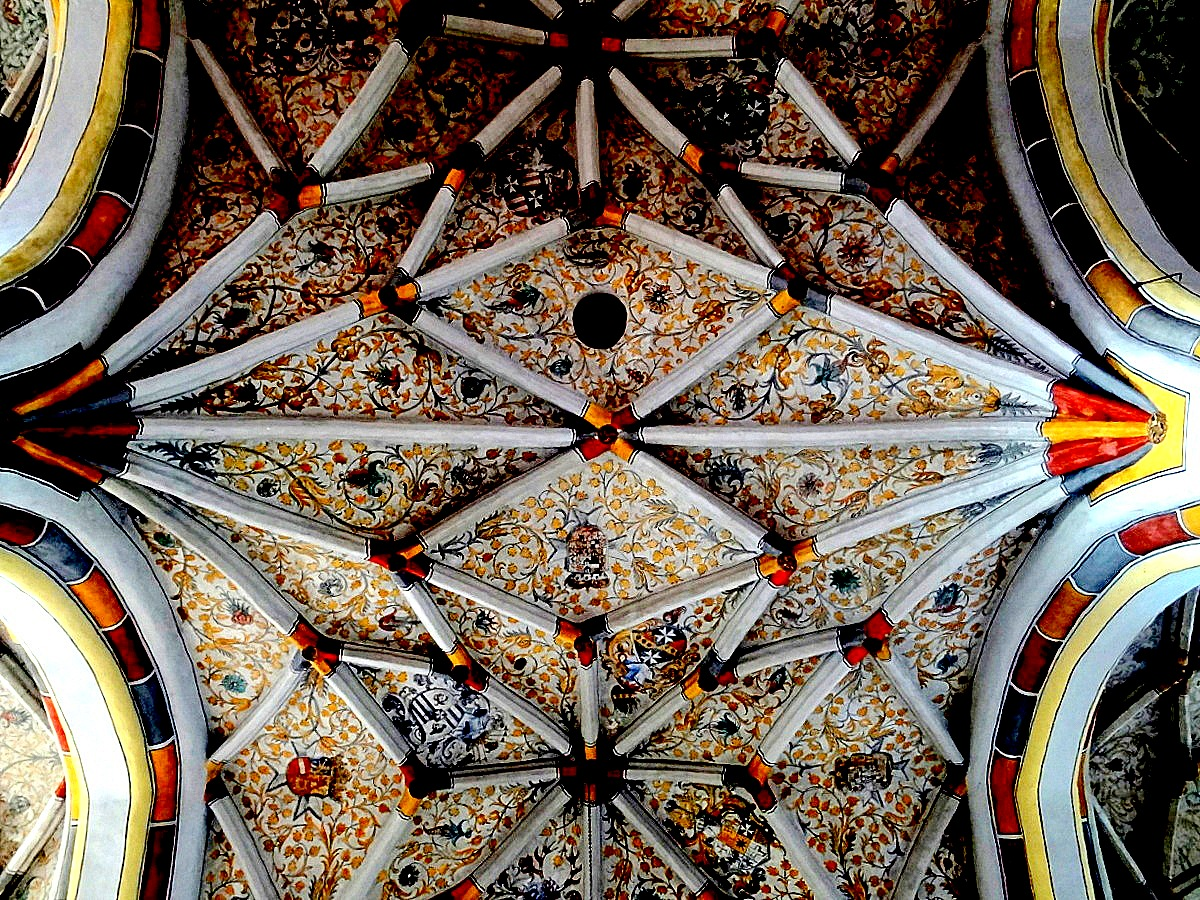
Wappen von Franz Neumann in der Johanniterkirche Sonnenburg (Słońsk), untere Mitte, mit hellblauem Aufsatz

Franz Neumann (* um 1495; † 31. August 1568 in Prag, Königreich Böhmen) war Kanzler und Landvogt der Neumark und Herrenmeister der Johanniterballei Brandenburg.

## Leben
Der Vater Wenzel Neumann († 1552) war Bürgermeister von Sagan und Kanzler von Heinrich dem Frommen in Sagan. Der Bruder Wenzel Neumann (d. J., † 1554) wurde Kanzler von Herzog Moritz in Sagan.
Franz Neumann war 1518 Rektor und Stadtschreiber in Crossen in der Neumark und wurde dort später Bürgermeister.
Markgraf Johann von Küstrin hörte eine Rede von ihm und holte ihn darauf an seinen Hof. 1536 wurde er als dessen Rat bezeichnet. Dies ist auch die älteste erhaltene Erwähnung der Namensform Franz von Neumann. Spätestens seit 1542 war er Kanzler (Leiter der Kanzlei) des Markgrafen.
1545 wurde er Komtur der Johanniterkommende Schievelbein und Landvogt der Neumark.
1564 wurde Franz von Neumann auf Vorschlag von Johann von Küstrin und Joachim Friedrich von Brandenburg zum Herrenmeister der Johanniterballey Brandenburg gewählt. Etwa Ende 1567 überwarf er sich mit Markgraf Johann und floh zunächst auf seine Burg in Sonnenburg, dann in das böhmisch regierte Friedland. Hintergrund war wahrscheinlich, dass er sich geweigert hatte, das Johanniter-Ordensamt Friedland an den Markgrafen zu verkaufen. Dieser ließ ihn im Dorf Rompitz festnehmen und auf der Ordensburg Sonnenburg inhaftieren. Neumann konnte mit Hilfe seiner Tochter entkommen und floh nach Schwiebus. Mit einem Geleitbrief von Kaiser Maximilian II. gelangte er nach Prag, wo er im Spätsommer 1568 starb.
Der Kommandant der Festung Sonnenburg wurde wegen angeblicher Begünstigung der Flucht gefoltert und starb an den Folgen, Neumanns Schwiegersohn Christoph von Döberitz wurde ebenfalls gefoltert und dann enthauptet.
Franz von Neumann war mit Anna von Sack († 1545) verheiratet. Sie hatten mehrere Töchter und Söhne.
In der ehemaligen Johanniterkirche Sonnenburg, jetzt Kirche der Gottesmutter von Częstochowa, in Sonnenburg, jetzt Słońsk, ist ein Wappen von Franz Neumann im Gewölbe erhalten.